# Acanthophila silvania
Acanthophila silvania is een vlinder uit de familie tastermotten (Gelechiidae). De wetenschappelijke naam van de soort is voor het eerst geldig gepubliceerd in 2003 door Alexander Georgievich Ponomarenko & Mikhail M. Omelko.

## Type
- holotype: "male, 2.VIII.1994, leg. M.G. Ponomarenko, genitalia preparation N111 Euparal, M. Ponomarenko"
- instituut: IBSS, Vladivostok, Rusland
- typelocatie: "Russia, Primorskii krai, 20 km SE Ussuriisk, Gornotaezhnoe"